# Liste der Monuments historiques in Saint-Thomas-de-Conac
Die Liste der Monuments historiques in Saint-Thomas-de-Conac führt die Monuments historiques in der französischen Gemeinde Saint-Thomas-de-Conac auf.

## Liste der Bauwerke
| Bezeichnung      | Beschreibung                                      | Standort                  | Kennzeichnung | Schutzstatus | Datum | Bild           |
| ---------------- | ------------------------------------------------- | ------------------------- | ------------- | ------------ | ----- | -------------- |
| Kirche St-Thomas | Erbaut in der zweiten Hälfte des 11. Jahrhunderts | (Lage)                    | PA17000037    | Inscrit      | 2002  | weitere Bilder |
| Windmühle        | Erbaut Anfang des 19. Jahrhunderts                | Moulin-de-la-Croix (Lage) | PA17000006    | Inscrit      | 1996  | weitere Bilder |

## Liste der Objekte

### Kirche St-Thomas
| Bezeichnung               | Beschreibung                                        | Standort | Kennzeichnung | Schutzstatus | Datum | Bild |
| ------------------------- | --------------------------------------------------- | -------- | ------------- | ------------ | ----- | ---- |
| Gemälde Kreuzigung        | Öl auf Leinwand, 18. Jahrhundert                    | (Lage)   | PM17000905    | Inscrit      | 1976  |      |
| Patene                    | Silber, vergoldet, 1732 oder 1733                   | (Lage)   | PM17002611    | Inscrit      | 2015  |      |
| Weihwasserbecken          | Stein, 18. Jahrhundert                              | (Lage)   | PM17000904    | Inscrit      | 1976  |      |
| Skulptur Madonna und Kind | Holz, farbig gefasst und vergoldet, 18. Jahrhundert | (Lage)   | PM17000906    | Inscrit      | 1976  |      |